# Presidente Jânio Quadros
Presidente Jânio Quadros é um município brasileiro do estado da Bahia, distante cerca de 639 quilômetros da capital. O município faz parte do território de identidade Sudoeste Baiano proposto pela Superintendência de estudos econômicos e sociais da Bahia.
O município de Presidente Jânio Quadros foi criado em 1961, recebendo este nome em homenagem a Jânio Quadros, que ocupou a presidência do Brasil.

## História
O povoamento da região começou em 1876, com base na agropecuária. Originalmente, o povoamento era denominado São João do Alípio, passando a se denominar em 1944 de Joanina. Foi emancipado em 1961, por meio do Lei Estadual 1.604/1961, desmembrado de Condeúba, sendo composto pelo distrito sede e o de Maetinga. Recebeu o nome atual em homenagem ao presidente da República da época. Em 1985, Maetinga foi emancipada, por meio da Lei 4.446/1985.

## Organização Político-Administrativa
O Município de Presidente Jânio Quadros possui uma estrutura político-administrativa composta pelo Poder Executivo, chefiado por um Prefeito eleito por sufrágio universal, o qual é auxiliado diretamente por secretários municipais nomeados por ele, e pelo Poder Legislativo, institucionalizado pela Câmara Municipal de Presidente Jânio Quadros, órgão colegiado de representação dos munícipes que é composto por vereadores também eleitos por sufrágio universal.

### Atuais autoridades municipais de Presidente Jânio Quadros
- Prefeito: Lélio Alves Brito Júnior- PL (2021/-)[10]
- Vice-prefeita: Terezinha- PL (2021/-)[10]